# عشر دقائق مضت (فلم)
عشر دقائق مضت(بالإنجليزية: 10 Minutes Gone) فيلم أكشن أمريكي كندي تم إصداره عام 2019 من إخراج برايان إيه ميللر و بطولة بروس ويليس ومايكل تشيكليس.

## ملخص قصة
سارق البنوك الخبير فرانك سوليفان لم يسبق له أن عمل بشكل خاطئ يستيقظ في زقاق قذر بدون ذكرى عن الكيفية طريقة التي سارت بها السرقة أو الذي أطلق النار على شقيقه. و يجب عليه معرفة أي من أفراد طاقمهم قام بخيانتهم.

## روابط خارجية
مقالات تستعمل روابط فنية بلا صلة مع ويكي بيانات